# Cratere Salomacus
Salomacus è un cratere sulla superficie di 21 Lutetia.